# Polly Findlay
Polly Findlay (1982) è una regista teatrale britannica.

## Biografia
Polly Findlay è cresciuta a Wandsworth e ha cominciato a recitare da bambina in alcuni allestimenti della Royal Shakespeare Company. Ha studiato letteratura inglese all'Exeter College dell'Università di Oxford, laureandosi nel 2004, e poi ha studiato regia alla London Academy of Music and Dramatic Art.
Dopo la fine degli studi ha cominciato a dirigere allestimenti di drammi e commedie all'Arcola Theatre, al Bush Theatre, al Lyric Theatre e al Teatro Sadler's Wells. Ha ottenuto il successo nel 2011 con un acclamato allestimento di Antigone al National Theatre; nello stesso anno ha vinto il Laurence Olivier Award per la sua regia di uno spettacolo di Derren Brown. Nel 2015 ha cominciato a lavorare come regista per la Royal Shakespeare Company, dirigendo una produzione de Il mercante di Venezia. Sempre per la RSC ha diretto anche L'alchimista e Macbeth.
Negli anni successivi ha diretto Gli anni fulgenti di Miss Brodie alla Donmar Warehouse con Lia Williams nel 2017, Rutherford and Son al National Theatre nel 2019, A Number con Roger Allam e Colin Morgan al Bridge Theatre nel 2020, Copenhagen al Theatre Royal di Bath con Haydn Gwynne nel 2021 e il musical Assassins a Chichester nel 2023.
A livello internazionale ha curato la regia di War Horse al Theater des Westens di Berlino e La signorina Julie al Aarhus Theatre di Aarhus.